# Plazmodesma

Struktura plazmodesmów. CW = ściana komórkowa PM = plazmolemma ER = retikulum endoplazmatyczne Czerwone punkty = aktyna

Plazmodesma, plasmodesma – połączenie międzykomórkowe występujące w komórce roślinnej (oraz w komórkach grzybów i bakterii, w tym sinic). Plazmodesmy mają postać pasm cytozolu łączących siateczki śródplazmatyczne obu komórek roślinnych poprzez liczne szczeliny (jamki) w ścianie komórkowej. Ich średnica wynosi zazwyczaj 20–40 nm, rzadko do 80 nm. Kanaliki tworzone są przez zmodyfikowane fragmenty gładkiej siateczki śródplazmatycznej zwane desmotubulami. Plazmodesmy łączą ze sobą protoplasty komórek, które sąsiadują ze sobą. Dzięki nim komórki w łatwy sposób mogą wymieniać pomiędzy sobą różne substancje. Plazmodesmy są odpowiednikami połączeń szczelinowych w komórkach zwierzęcych.
Plazmodesmy często są miejscem, przez które do tkanek roślinnych wnikają strzępki grzybów pasożytniczych.